# ناتاليا بيريرا
ناتاليا بيريرا (بالبرتغالية: Natália Pereira) (4 أبريل 1989 في البرازيل - ) هي لاعب كرة طائرة شاطئية ولاعبة كرة طائرة برازيلية في مركز ضارب خارجي ‏. شاركت في الكرة الطائرة في الألعاب الأولمبية الصيفية 2016 والألعاب الأولمبية الصيفية 2012. ولعبت مع Rio de Janeiro Vôlei Clube ‏.

## وصلات خارجية
- ناتاليا بيريرا على موقع الاتحاد الأوروبي (الإنجليزية)
- ناتاليا بيريرا على موقع عالم الكرة الطائرة (الإنجليزية)
- ناتاليا بيريرا على موقع دوري الدرجة الأولى الإيطالي للكرة الطائرة - سيدات (الإيطالية)
- ناتاليا بيريرا على موقع أوليمبيديا (الإنجليزية)
- ناتاليا بيريرا على موقع اللجنة الأولمبية البرازيلية (البرتغالية)